# Bretwalda
Bretwalda és el títol que rebia el monarca britànic que tenia l'hegemonia sobre la resta dels monarques a la Gran Bretanya durant el període de l'heptarquia anglosaxona (segle V al IX). Entre els anys 475 i 827, el territori de la Gran Bretanya estava dividit en set regnes d'origen germànic formats per saxons, angles i juts. Entre aquests regnes hi havia constants guerres per afirmar el domini sobre els altres, i el monarca més poderós del moment s'atorgava a si mateix el títol de Bretwalda. La Crònica anglosaxona n'anomena vuit, essent el primer de tots el rei de Sussex Aelle. Sembla que els monarques que s'apropiaven del títol més sovint eren els dels regnes de Wessex i Mèrcia (Offa i Penda), tot i que també es parla de diversos bretwalda del regne de Northúmbria. Actualment no se sap del cert si durant el període de l'heptarquia anglosaxona s'utilitzava el concepte bretwalda per definir el monarca més poderós, ja que les primeres fonts que utilitzen aquest títol les trobem durant el segle ix, a la Crònica anglosaxona.